# 猎狐2014专项行动
猎狐行动（简称猎狐2014，又称猎狐2014专项行动）是由中华人民共和国公安部部署执行的追捕逃亡到境外（包括香港、澳门）的人员的专项行动。该行动自2014年7月22日起到年底结束，但亦有其他證據表明：截至2015年8月，獵狐行動不僅沒有結束，而且還延伸到其他國家。猎狐行动后来被纳入一项名为“天网”的更广泛的遣返中国逃犯和资金的国际行动。事件引起美國政府關注，而且發表聲明，指外國官員在美國采取行动前，必須先行注册，并通知美国司法部長。

## 背景
2008年至2014年，中国公安部宣布“已经从54个国家和地区成功将730余名重大经济犯罪嫌疑人缉捕回国”。
根据新闻媒体2014年统计，中华人民共和国外逃贪官数量介于4,000到18,000人之间。美国、加拿大、澳大利亚是中华人民共和国贪官隐藏排名前三位的国家，并且出现了中国特色的“贪官腐败子女村”。
2003年6月，《半月谈》上半月刊统计称，“截止2003年6月，中国至少有4,000名贪官携款50亿美元外逃”。
2004年，中华人民共和国商务部研究院的研究报告《离岸金融中心成为中国资本外逃“中转站”》中指出，“改革开放以来中国外逃贪官数量约为4000人，携走资金约500亿美元，人均卷走1亿元人民币”。
2008年6月，中国人民银行（央行）刊发《我国腐败分子向境外转移资产的途径及监测方法研究》课题报告，援引中国社科院的资料：“从上世纪90年代中期以来，外逃党政干部，公安、司法干部和国家事业单位、国有企业高层管理人员，以及驻外中资机构外逃、失踪人员数目高达1.6万至1.8万人，携带款项达8,000亿元人民币。”
2014年12月4日，中华人民共和国公安部发布消息称，“猎狐2014”专项行动截至目前（即行动开始后135天）已从60个国家和地区抓获外逃经济犯罪人员428名，其中231名为主动投案自首。这428名外逃经济犯罪人中，涉案金额千万元以上的共有141名；逃往境外超过10年以上的共有32名。共有231名外逃经济犯罪嫌疑人为主动投案自首，占全部缉捕数的54%；其中，四部门联合通告发布以后投案自首的173名。

## 專案歷史
中共十八大，中共中央总书记胡锦涛指出目前中共面临的腐败将导致“亡党亡国”，以习近平为总书记的新一届中央领导集体上台之后，强力反腐，促成了此次行动。新加坡《联合早报》指出“反腐必须扩大民众和社会的监督，但是连官员财产申报制度都一直无法落实，而中共的反腐败主要是加强革命传统教育，试图借此唤起干部及民众的红色记忆”。美媒彭博社报道：“腐败监督组织‘透明国际’的廉洁度排行榜上，香港高居177个国家和地区中的第15位。中共从香港廉政公署借鉴反腐经验。”
2014年1月，中纪委十八届三中全会上强调“加大国际追逃追赃力度，决不让腐败分子逍遥法外”。3月，中华人民共和国最高人民检察院下发《关于进一步加强追逃追赃工作的通知》，表示“不论逃到哪里，不论躲藏多久，都要逮捕归案”，同时，中纪委将“外事局”与“预防腐败室”整合为“国际合作局”，加大反腐败。
5月29日，中纪委召开中央国家机关有关部门国际追逃追赃工作座谈会，到会的包括：最高人民法院、最高人民检察院、公安部、国家安全部、外交部等。
2014年7月22日，中华人民共和国公安部正式启动“猎狐”专项行动，刘金国是主要负责人。
2014年12月8日，面对即将结束的行动，主要负责人刘金国公布了猎狐行动的效果：“共抓获外逃经济犯罪嫌疑人428名，是2013年总数的2.8倍。其中，涉案金额千万元以上的141名；逃往境外超过10年以上的32名。”同时指出，“（猎狐）行动不力的省份，要到公安部说明情况，作出检讨。”

## 方式
中华人民共和国追捕潜逃中共贪官的方式包括五种：
- 引渡（主要方式）：一国将处于本国境内的被外国指控为罪犯或已经判刑的人，应该外国请求，送交该外国审判或处罚的一种国际司法协助行为；
- 遣返：请求国向逃犯所在地国家提供其违法犯罪线索，被请求国将不具有合法居留身份的外国人强制遣返至第三国或请求国的一种合作方式；
- 异地追诉：请求国向被请求国提供自己掌握的证据材料，协助被请求国依据本国法律对逃犯提起诉讼；
- 劝返：追逃国办案人员在逃犯发现地主管机关的配合下，通过对外逃人员开展说服教育，使其主动回国接受处理的一种措施。
- 非常规手段：一是绑架，即采用绑架的手段将在逃人员缉捕回国。二是诱捕，将犯罪嫌疑人引诱到诱骗国境内、国际公海、国际空域或有引渡条约的第三国，然后进行逮捕或引渡。由于未经主权国家的批准擅自开展调查活动，会触犯所在地国家刑事法律，构成非法拘禁罪或绑架罪，引发外交纠纷，因此，实践中，绑架或诱捕手段很少使用。[16]

非政府組織「保護衛士」列舉北京當局海外抓人的三種手段，這些手段不只用來抓捕經濟罪犯，也用來對付逃往海外的異議人士：
- 以家人為籌碼施壓：對家人監控、訊問、開除、凍結資產、不讓孩子就學或接受雙親照料、威脅人身安全或自由等手段，騷擾親友配合用電話、視訊、簡訊或錄影等方式，說服逃亡者返國。
- 派遣海外特工：派遣公安、特工或非政府成員前往海外，藉由承諾或威脅迫使目標回到中國。中國特工或警察亦可能在東道國境內跨境執法，或將目標引誘到有簽署引渡條約的第三國。
- 綁架：在極端情況下，特工會在海外綁架通緝目標，並將他們秘密送回國內。[18]

## 成效
2015年1月1日，猎狐行动结束，中华人民共和国公安部宣布从69个国家和地区逮捕了680人。
| 类型           | 人数  | 备注 |
| -------------- | ----- | ---- |
| 落网人数       |       |      |
| 投案自首       | 390人 |      |
| 缉捕归案       | 290人 |      |
| 涉案金额       |       |      |
| 超千万人民币者 | 208人 |      |
| 超亿元人民币者 | 74人  |      |
| 潜逃时间       |       |      |
| 5年以上        | 196人 |      |
| 10年以上       | 117人 |      |

### 針對行動不法行為的司法起訴
2020年10月28日，美国司法部和美国联邦调查局宣布，对八名在美国参与“猎狐行动”的人提出起诉，另有五人被捕。美方認為這些人是中華人民共和國的特工，目的是騷擾、威脅和施压在美國的政治异见人士和逃犯（包括雇佣美国私人调查人员寻找，以及对他们及其家人跟踪、调查和威胁），要求他们回国受审，而不寻求传统法律渠道解决案件。美国司法部负责国家安全事务的助理部长，约翰·C·德默斯（John C. Demers）说：“通过今天的指控，我们把中华人民共和国的‘猎狐行动’反转了过来，猎手成了猎物，追逐者成了被追者。”2021年7月22日，本案被紐約大陪審團起訴，被告增至九人，被告之一是曾獲中华人民共和国最高人民检察院一等功的汉阳区檢察官凃岚。
2022年3月30日，美国司法部起诉一名中国公民企图以威胁和胁迫手段，以迫使在美国合法居住的中国人士返回中国。美国曼哈顿联邦法院公开诉状的消息，美国司法部指控一名53岁的孙海英（Sun Hoi Ying或Sun Haiying）于2017年2月至2022年2月在美国开展业务期间，聘请私家侦探并与至少一名美国执法人员密谋收集有关中国政府目标的个人信息，称如果目标人物不遵守中国的要求，将采取某些不利和报复行动。而在孙海英收集这些信息的同时，受害者的女儿，一名当时怀孕的美国公民，在违背她的意愿下被中国关押了大约8个月。美国司法部指出，孙海英的行为是中华人民共和国政府在2014年7月宣布将追捕和遣返中国公民时所称的「猎狐行动」的一部分。而最新案件是美国联邦调查局和司法部所描述的「跨国镇压」的一部分——外国政府的代理人试图让居住在美国的持不同政见者保持沉默。美国司法部于10月20日解封纽约东区联邦检察官办公室一份有八项罪名的起诉书，指出中国政府在未经美国政府批准或协调的情况下，以单方面方式在美国领土上采取此类执法行动，而七名中华人民共和国公民被控充当在美國的非法代理人，以强迫遣返居住在美国的一名中华人民共和国公民，其中55岁的安全忠和其34岁女儿安光阳于同日被捕，而其他五名被告人仍在逃。

## 各國反應

### 美国
2014年11月7日，美国国务卿約翰·福布斯·凱瑞会见中华人民共和国外交部部长王毅时说：“美方也愿与中方开展相关领域的执法合作，只要证据确凿，美国绝不会成为贪腐分子的避难所。”不过，学者赵启光指出“中美在反腐合作方面可能性较小，主要原因有三个问题。一是政治问题，美国和中华人民共和国是不同意识形态国家；第二是法律问题，美国拥有完备的法律系统，逮捕犯人必须经过诉讼、法院传票等过程，而中华人民共和国没有对应的法律措施；三是经济问题，中国贪官携带大量金钱增加了美国的经济，而且中国贪官在国内贪污腐败肆无忌惮横行霸道，但是一到美国就老实巴交，不参与经济、政治生活。美国在口头上支持你，但是执行起来非常难。”
2015年8月，奥巴马政府警告北京政府，指中国政府的特工正在美国各地秘密行动，以迫使侨民回中国，其中有许多人表面上是在因腐败指控而通缉。美国官员表示，中国特工利用各种强硬手段诱使逃犯返回，而这些特工不是从正规渠道在美国从事公认的政府业务，而是使用旅游或贸易签证，其中包括对目标的家庭成员进行威胁和骚扰。
2020年7月，美国联邦调查局局长克里斯托弗·A·雷在华盛顿的哈德逊研究所发表演讲时对猎狐行动的真正动机发出公开警报，称该行动的目标包括对中国持不同政见者，共产主义政权的政治对手以及试图揭露中国广泛侵犯人权行为的批评家。克里斯托弗说，为了让这些异议人士回国，中国特工经常向仍在大陆生活的家人发出威胁。而当无法找到一个猎狐目标时，中国政府将派遣使者到美国探望目标家庭。他们说要传递的信息提供两个选择：「立即返回中国，或承诺自杀」。

### 加拿大
2020年11月10日，加拿大安全情报局（CSIS）发布安全警告信息，表示中国的猎狐行动针对加拿大华人社区，是全球恐吓行动的一部分。加拿大安全情报局表示，北京政府的常用手法是使用秘密的国家安全官员和「受信任的代理人」来针对加拿大华人社区的成员，以压制对习近平的批评，包括威胁要报复他们在中国的家人，对加拿大的主权和加拿大公民的安全构成威胁。前CSIS官员表示，中国政府官员习惯于在加拿大与政府部门预约会面，以便在会议之间有几天或几周的时间，让其游客有时间拜访居住在加拿大的中国公民并恐吓他们。处理移民或难民的律师Richard Kurland与Lorne Waldman证实，他们曾处理过几起在加拿大的中国公民成为恐吓目标的案件，以迫使他们或他们的亲属返回中国，称这种来自中国在加拿大土地上的恐吓现象已成为标准操作程序。
2021年6月，加拿大公共安全委员会展开说明针对外国干涉和国家敌对行为活动的法案会议，其中提及加拿大知道包括中国在内的外国试图威胁和恐吓个人在加拿大或其在加拿大或国外的亲属。法案建议提及，外国政府试图在加拿大推进其政治、经济和安全利益，损害加拿大的利益。而中国使用猎狐行动来识别并试图将他们声称腐败的个人遣返中国。然而，这项行动也被用作扼杀政权批评的手段。有鉴于此，加拿大自2015年以来对中国猎狐行动实施了越来越严格的标准，因为每当加拿大境内的个人受到外国或其代理人的恐吓或操纵，都会对加拿大的主权和加拿大公民的安全构成威胁，并强烈鼓励任何感到受到代表外国行事的人的威胁或恐吓的加拿大公民尽早联系当地执法机构。

### 澳大利亚
2014年10月20日，澳大利亚警方同意把躲藏在澳大利亚的中国贪官交给中华人民共和国，而澳大利亚将查封他们的资产。

### 菲律宾
2014年10月21日，菲律宾总统阿基诺三世在马尼拉记者会上说：“只要在菲律宾境内发现中国外逃贪官及其资产，只要中国政府提出需要菲方配合，菲律宾政府都愿意提供帮助。”